# ブダペスト市電2100形電車
この項目では、ハンガリーの首都・ブダペストの路面電車であるブダペスト市電で2015年から使用されている、スペイン・CAF製の路面電車車両（超低床電車）について解説する。9車体連接車（2100形）と5車体連接車（2200形）が導入されており、全長55.9 mの2100形は製造開始時点で世界最長の路面電車車両であった。

## 概要
2011年、ブダペスト市電を始めとするブダペストの公共交通機関を統括するブダペスト交通統括会社（BKK）は、製造から40年以上が経過し老朽化が進んだ旧型路面電車車両を置き換えるため、EUやハンガリー政府、ブダペスト市からの補助金を用いた新型電車の導入を決定し、2013年に行われた入札の結果スペインの鉄道車両メーカーであるCAFとの間に製造契約を結ぶ事となった。そして、交通機関の運営や車両の維持・管理を行う子会社のブダペスト交通会社（BKV）に向けて2015年から製造が始まったのが、世界各国に導入実績を持つ超低床電車のウルボス3（Urbos 3）の中で、車両全体（100％）が低床構造となっているウルボス100（Urbos 100）である。
2100形・2200形共に台車がないフローティング車体（S）を含んだ両運転台式の連接車で、先頭車体（Mc）および2100形の中間車体（M）には動力台車が、それ以外の台車が設置されている中間車体（T）には付随台車が設置されている。車体は全て床上高さ350 mmの低床構造となっているため台車には車軸が存在せず、動力台車に搭載されている主電動機（かご形三相誘導電動機）は各車輪の外側に設置され、かさ歯車やシャフトを介して動力を伝達するハブモーター方式が用いられる。2100形・2200形共に車内には車椅子やベビーカーが設置可能なフリースペースが2箇所に設置されている他、車内案内表示装置や空調装置、監視カメラも搭載されている。制動装置には回生ブレーキが用いられており、置き換え対象となる旧型電車と比べて消費電力が大幅に抑えられている。
また、ブダペスト市電には市内の歴史地区を走る路線について景観保護のため架線を撤去し非電化区間（架線レス区間）とする計画が存在しており、この区間でも走行可能となるスーパー・キャパシタと蓄電池を用いた「Greentech Freedrive」システムの対応工事が可能な設計となっている。

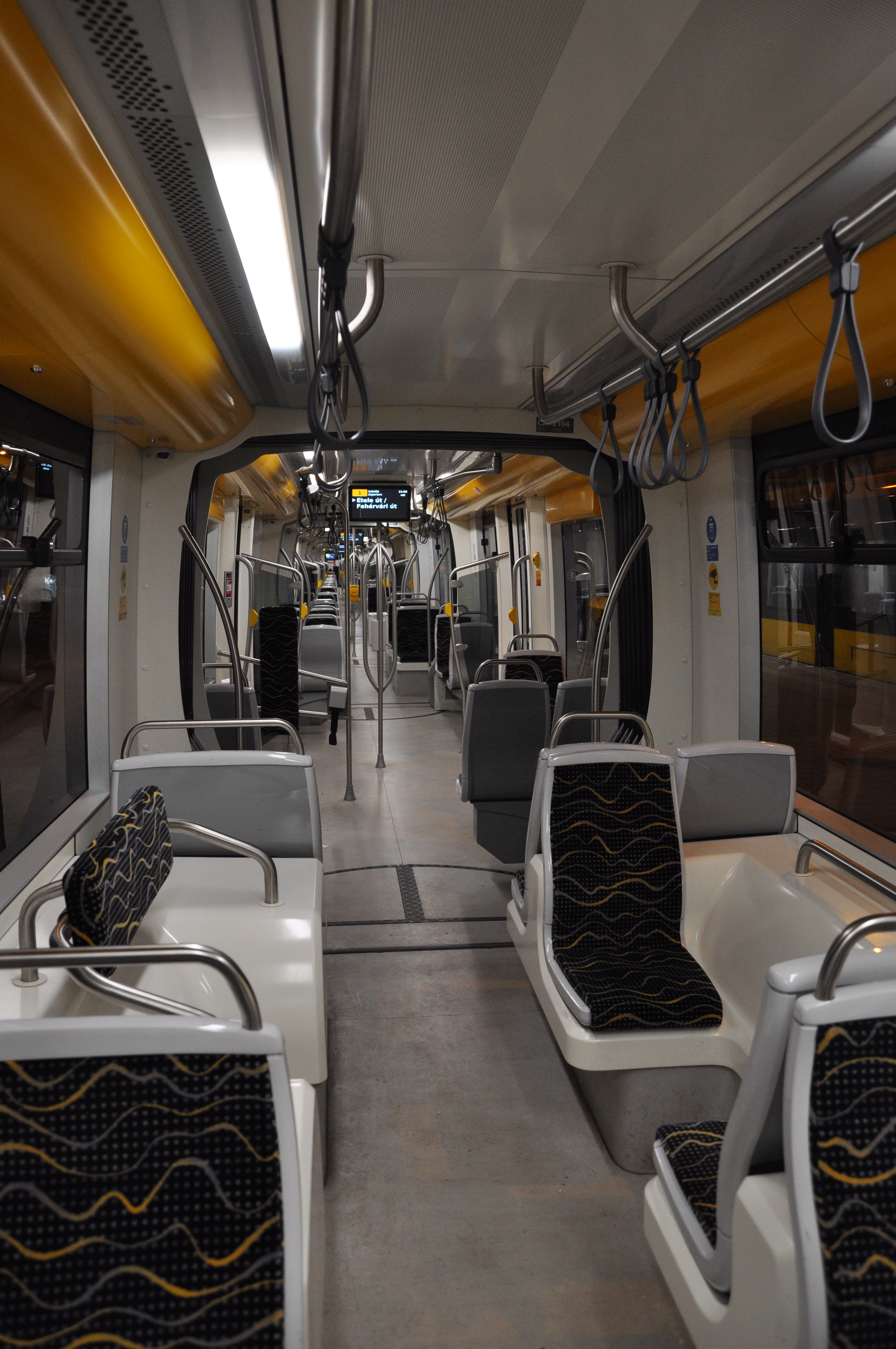
車内
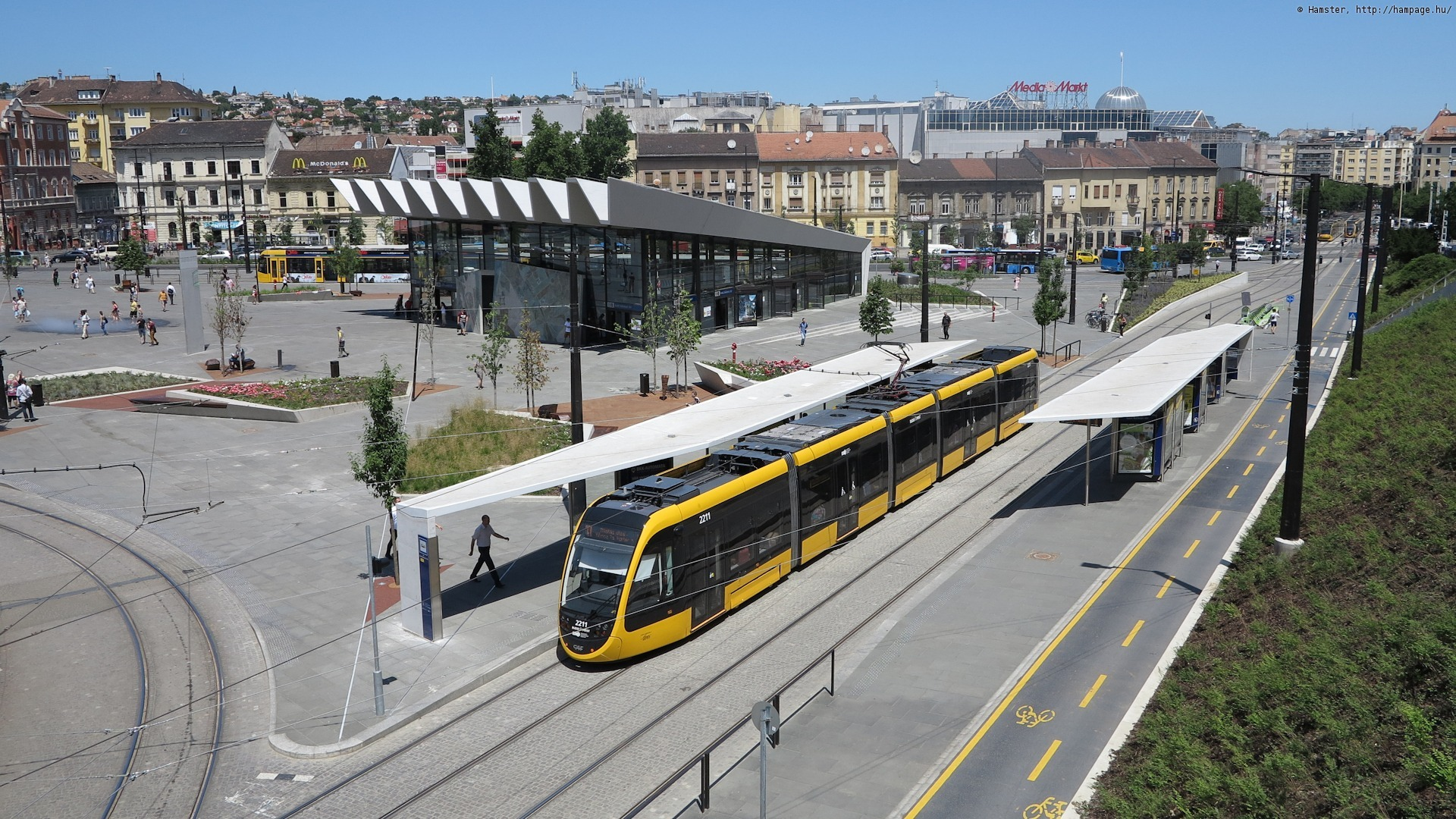
屋根上の機器配置（2211）

## 運用
2013年に結ばれた当初の契約では1次車として2100形12両、2200形25両、合計37両を導入する予定であったが、翌2014年にオプション契約を行使し2200形10両の追加発注が行われた。これらの車両は2015年からブダペスト市電へ搬入され、同年の9月17日から2200形が、翌2016年3月から2100形が営業運転を開始した。1次車全車両の製造が完了した同年時点でのブダペスト市電が所有する超低床電車は全在籍車両の15％、座席キロの40％となり、それまで超低床電車が運行していた1・4・6系統以外でも運用範囲が拡大した他、これらの系統でも超低床電車で運行される列車の本数が増加した。また、営業運転開始に合わせて一部の停留所における安全地帯の改修を始めとする近代化や、ブダフォクにある車庫の9車体連接車に合わせた改修工事も行われた。2019年の時点で、9車体連接車の2100形は1系統に、5車体連接車の2200形は50・56・56A系統に投入されている。
その後、超低床電車の運行範囲増加や1号線の延伸に合わせて、ブダペスト交通会社では2017年にオプション契約分を利用して2次車となる2100形5両、2200形21両、合計26両の追加発注を実施した。2019年から納入が開始されたが、技術的な問題から営業運転開始は当初の予定から遅れた2020年11月となった。
これ以外にも、CAFと交わしたオプションには51両の発注分が残されており、うち20両は製造当初から「Greentech Freedrive」システムを用いた車両として導入可能となっていた。これを活用する形で、ブダペスト交通会社は2022年と2023年の2度に分けて追加発注を実施した。そのうち、2023年に発注した5両は9車体連接式の2100形、2022年に発注した全20両および2023年発注分の26両は5車体連接車の2200形で、2024年から2026年にかけて順次導入が実施される事になっている。

## その他
ブダペスト交通統括会社（BKK）の本社ビルのロビーには、2016年に高校生（当時）のベンス・ゲルリツキー（Bence Gerliczky）がBKKの協力の元で制作した、8,500 - 9,000個のレゴブロックを用いた2200形の模型が展示されている。